# Gamundia hygrocyboides
Gamundia hygrocyboides är en svampart som först beskrevs av Lonati, och fick sitt nu gällande namn av Marcel Bon 1997. Gamundia hygrocyboides ingår i släktet Gamundia och familjen Tricholomataceae.   Inga underarter finns listade i Catalogue of Life.